# Warndthof
Der Warndthof oder Warndtshof westlich von Ludweiler im saarländischen Warndt war ein historischer Gutshof. Heute ist er vollständig verschwunden.

## Geschichte
Die Abtei Wadgassen hatte 1759 von Fürst Wilhelm Heinrich von Nassau-Saarbrücken ein Waldgebiet eingetauscht und legte darin 1761 einen Hof an, der zunächst nach dem Gründer des Prämonstratenserordens „St. Norbertshof“ benannt wurde. Später bürgerte sich der Name „Warndtshof“ oder „Warndthof“ ein. Die Landeshoheit über die Abtei Wadgassen und den Hof kam 1766 im Bockenheimer Vertrag von Nassau-Saarbrücken und dem Heiligen Römischen Reich an das Königreich Frankreich. Nach der Französischen Revolution wurde die Abtei Wadgassen aufgelöst, der Hof 1792 zum Nationaleigentum erklärt und in Privatbesitz überführt. Der Hof wurde nun der französischen Gemeinde Creutzwald zugeschlagen. Zum Hof gehörten ungefähr 370 Morgen Ackerland, 30 Tagewerke Wiesen, Gärten und zwei Weiher in der Größe von 10 Morgen.
Im Zweiten Pariser Frieden 1815 musste Frankreich den Warndtwald mit dem Warndthof abtreten. In der Grenzkonvention zwischen Preußen und Frankreich wurde 1829 vereinbart, den Warndtwald mit dem Warndthof bei Preußen zu belassen. Der Waldrand sollte die Staatsgrenze bilden. Die Bewohner des Warndthofes wurden fortan Friedrichweiler zugerechnet. 1846 gehörte der „Warndtshof“ zur Bürgermeisterei Differten im Landkreis Saarlouis und umfasste ein Wohnhaus und vier Personen, alle katholisch.
1855 verkaufte der letzte private Besitzer Heinrich Ismert den Hof für 1600 Gulden an das Preußische Bergamt in Saarbrücken. Dieses tauschte das Hofgelände gegen Waldparzellen im Fischbachtal, die dort für bergbauliche Anlagen benötigt wurden. Die Gebäude des Warndtshofs wurden von der Königlich-preußischen Forstverwaltung zu Dienstwohnungen für Forstbeamte umgebaut und das dabeiliegende Hofland wurde wieder aufgeforstet. Später wurden die Försterwohnungen aufgegeben.
Bei der Gebiets- und Verwaltungsreform im Saarland 1974 wurde der Warndtwald mit dem ehemaligen Warndthof aus der Zugehörigkeit zu Friedrichweiler und aus dem Landkreis Saarlouis herausgelöst und in die Gemarkung von Ludweiler, Stadt Völklingen, im Regionalverband Saarbrücken überstellt.
An der Stelle oder in der Nähe des ehemaligen Warndthofes am Warndtweiher besteht heute eine Ausflugsgaststätte.

## Belege
1. ↑  Georg Bärsch: Beschreibung des Regierungs-Bezirks Trier, Teil 2, Trier 1846, S. 101. Online